# Naomi Fearn

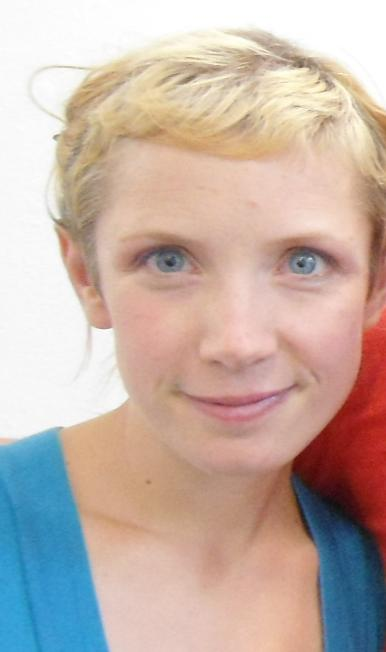
Naomi Fearn

Naomi Fearn (* 8. Juni 1976 in Stuttgart) ist eine deutsch-amerikanische Comiczeichnerin. Ihr autobiografischer Comicstrip Zuckerfisch erschien 2000–2014 in der Stuttgarter Zeitung.

## Leben
Ab 1986 besuchte sie das Karls-Gymnasium in Stuttgart, dazwischen war sie von Juni bis Dezember 1990 in den USA, wo sie die San Francisco High School of Arts besuchte. 1996 machte sie das Abitur. Von 1998 bis 2003 studierte sie freie Grafik an der Staatlichen Akademie der Bildenden Künste Stuttgart.
Schon 1991 steuerte sie die Illustrationen für das Kinderbuch „Der kleine gelbe Bagger“ bei; ihre ersten Comics wurden später im Magazin Moga Mobo veröffentlicht. Die in dieser Zeit als Semesterarbeit entstandenen Comics wurden vom Ehapa Verlag angenommen und im Rahmen der Nachwuchsförderung veröffentlicht. Ab Dezember 2000 erscheinen die Erlebnisse der Titelheldin Nomi, ihrer WG-Mitbewohner und des schwulen weißen Hasen jeden Donnerstag in der Stuttgarter Zeitung. 2003 zog Fearn nach Berlin. Ihr letzter Comic mit einer abgeschlossenen Geschichte ist Dirt Girl. Gesammelte Zuckerfisch-Strips aus der Stuttgarter Zeitung erschienen von 2002 bis 2012 in sechs Bänden beim Zwerchfell Verlag. Im Juli 2014 beendete die Stuttgarter Zeitung Zuckerfisch.
Seit 2017 zeichnet Fearn zunächst wöchentlich, seit 2018 von Montag bis Freitag Comic-Strips für den Berliner Tagesspiegel. Die Serie trägt den Namen „R2G-WG“ und karikiert die drei Berliner Landespolitiker Michael Müller („Michi“), Klaus Lederer („Klausi“) und Ramona Pop („Poppi“) des rot-rot-grünen Senats Müller.
Neben ihren Comics illustriert Fearn auch Bücher der Tiger-Team-Reihe von Thomas Brezina.

## Werke
- Der kleine gelbe Bagger (Illustrationen)
- Zuckerfisch. (2000) Ehapa Verlag, ISBN 3-7704-0501-3
- Zuckerfisch – mit Sahnemeerrettich. (2002) Zwerchfell Verlag, ISBN 3-928387-54-5
- Comictanke. Zwerchfell Verlag
- Dirt Girl. (2004) Zwerchfell Verlag, ISBN 3-928387-67-7
- Zuckerfisch – in Marinade. (2005) Zwerchfell Verlag, ISBN 3-928387-74-X
- Zuckerfisch – im eigenen Saft. (2006) Zwerchfell Verlag, ISBN 3-928387-76-6
- Katie Cat. (2008) Ehapa Comic Collection, ISBN 978-3-7704-3170-0. Als Zeichnerin, gemeinsam mit Stefan Dinter, eine Comicadaption des gleichnamigen Buches von Thomas Brezina.
- Zuckerfisch – auf die Hand. (2009) Zwerchfell Verlag, ISBN 3-928387-88-X
- Zuckerfisch – mit Liebe gemacht. (2010) Zwerchfell Verlag, ISBN 978-3-928387-89-7
- Zuckerfisch – On The Rocks. (2012) Zwerchfell Verlag, ISBN 978-3-943547-03-0